# Caproni Ca.133
Caproni Ca.133 – włoski samolot transportowy, powstały w połowie lat 30. XX wieku. W okresie II wojny światowej stosowany także jako bombowy.
Ca.133 był rozwinięciem konstrukcji Caproni Ca.101 i został zaprojektowany przez Rudolfo Verduzio jako tzw. samolot kolonialny (według terminologii włoskiej z lat 30.). Przewidywano wersje cywilną (pasażerską), oraz wojskową (jako samolot transportowy i bombowy).
Oblot nastąpił w 1934 r. i już wkrótce samolot został skierowany do produkcji seryjnej. Samoloty wzięły udział w działaniach wojskowych już podczas wojny włosko-abisyńskiej w latach 1935–1936, gdzie samolot był wykorzystywany jako lekki bombowiec oraz do transportu żołnierzy.
Po rozpoczęciu II wojny światowej w służbie czynnej pozostawało 259 samolotów Ca.133, z tego 183 w koloniach (głównie Abisynia i Libia).
Samolot służył jako lekki samolot bombowy i transportowy na wielu frontach, choć dość szybko okazało się, że jest zbyt przestarzały, by odegrać jakąś większą rolę. Wiele samolotów zostało zniszczonych podczas walk w północnej Afryce w starciach z wojskami brytyjskimi.
Wyprodukowano 405 egzemplarzy.
Rozwinięciem konstrukcji był samolot Caproni Ca.148, który wszedł do użytku po rozpoczęciu II wojny światowej.

## Warianty
- Ca.133 – samolot bombowy i transportowy
- Ca.133S – samolot sanitarny
- Ca.133T – przystosowany do przerzutu ludzi

## Opis konstrukcji
Trzysilnikowy samolot transportowy i bombowy w układzie grzbietopłata. Konstrukcja mieszana, kadłub o szkielecie metalowym, kryty płótnem, skrzydła i usterzenie o szkielecie drewnianym, kryte płótnem. Trzy silniki Piaggio Stella VII.C 16 podwieszane pod skrzydłami w gondolach, śmigło dwułopatowe, metalowe. Podwozie stałe, koła kryte owiewkami.